# Стефан Данаилов
 Тази статия е за българския актьор.  За българския строител вижте Стефан Данаилов (строител).  
Стефан Ламбов Данаилов е български актьор с над 150 роли в киното, театъра и телевизията, заслужил артист (1975) и народен артист (1983), дългогодишен преподавател по актьорско майсторство за драматичен театър в НАТФИЗ, политик от БКП/БСП, министър на културата в правителството на Сергей Станишев от 16 август 2005 г. до 27 юли 2009 г., избиран за народен представител в XXXIX, XL, XLI, XLII, XLIII и XLIV народно събрание. Наричан е още Ламбо, Мастъра, Бате Серго, Майор Деянов, Българският Ален Делон.

## Биография

### Произход и образование
Роден е на 9 декември 1942 г. в София. Мечтае да стане моряк в гражданския флот, защото морето винаги го е привличало, макар че няма „морска“ кръв. Майка му Евдокия Данаилова (1911 – 1963) е от Ловеч, а баща му полк. Ламби Данаилов (1905 – 1976) от Родопите, с. Райково, сега квартал на Смолян. Дядо му Васил Данаилов е деец на ВМОРО. Стефан има сестра – Росица Данаилова (1933 – 2018), също актриса, която е 9 години по-голяма от него.

### Актьорска кариера
Още като дете участва в игралния филм „Следите остават“ (1956). Докато е в казармата, смята да кандидатства история, но актьорът Иван Кондов, който тогава е съпруг на сестра му, го съветва да следва във ВИТИЗ „Кръстьо Сарафов“.
През 1963 г. е приет в класа по актьорско майсторство на проф. Стефан Сърчаджиев. След неговата смърт Данаилов учи при Методи Андонов и проф. Анастас Михайлов. Завършва през 1967 г. и започва работа в Пловдивския театър „Н. О. Масалитинов“ (1967 – 1968). Работи в СИФ (1968 – 1973).
Първите му роли в киното са във филмите „Понеделник сутрин“, „Морето“ и „С дъх на бадеми“. Популярността идва още след участието в ролята на Иван Загубански от филма „Първият куриер“, но избухва с невиждана сила, когато на телевизионния екран се появяват сериите от филма „На всеки километър“ (1969). С ролята на майор Деянов го запомня масовата аудитория в България. В периода между първите и вторите серии се снима в „Князът“ и „Черните ангели“.
За малко напуска театъра и се отдава изцяло на киното. Има участия в повече от 80 филма, множество награди от национални театрални и филмови фестивали. Има награда за най-добра мъжка роля в „Князът“ и „Черните ангели“ на Фестивала на българските филми, Варна през 1969 г. Определен е за най-популярния актьор в Чехословакия за 1976 г.

През 1973 г. се връща отново на сцената, за да се присъедини към трупата на Театъра на народната армия, а от 1979 г. постъпва в Народния театър „Иван Вазов“. Продължава да се снима много в киното и телевизията. Играе и на сцената на Театър 199. На Стената на славата пред театъра има пано с отпечатъците му. 
След ролята на майор Деянов младият актьор изпълнява много други запомнящи се роли. Познавайки измамната преходност на бързите успехи, като че ли сам търси компенсация в изпълнението на „по-различни персонажи“, изискващи истинско актьорско превъплъщение. Един от най-добрите си екранни образи създава във филма на Никола Корабов „Иван Кондарев“.
От 1981 г., и почти до промените през 1989 г., води популярното тогава радиошоу „Звезди посред бял ден“. Там Данаилов играе пародиен образ на Ален Делон като домакин, на когото гостуват известни звезди от цял свят. Програмата се излъчва всяка събота по програма „Христо Ботев“ на Българското радио (сега Българско национално радио) 
След 10 ноември 1989 г. му се налага отново да се доказва и на сцената, и в киното. Премиерата на „Лоренцачо“ има шумен успех, а ролята на Нуцо Марчиано в италианския сериал „Октопод“, го прави популярен и в чужбина. Години по-късно Данаилов озвучава на български своя герой в излъчената с българския дублаж италианската продукция по БНТ.
Член е на Парламентарно-обществената комисия за телевизия и радио (1990). Със Сотир Майноловски и Николай Ишков основават фирма за продуцентска и импресарска дейност – „Олд старс“ ООД (1993). От 1994 г. е съосновател и вицепрезидент на фондация „Авансцена“, а от 1996 г. е президент на националния комитет на Международния институт за средиземноморски театър. От 1997 е член на Обществения съвет по проблемите на българския футбол.
Член е на СБФД, като два мандата е негов главен секретар (1996 – 2004), член е също на САБ и на НСРТ (1997 – 1998).
През 1988 г. Данаилов поема класовете по актьорско майсторство за драматичен театър на професор Гриша Островски във ВИТИЗ, където е доцент от 1996 г. и професор от 1999 г. до смъртта си през 2019 г. Неговите възпитаници са актьорите Силвия Лулчева, Владислав Карамфилов, Параскева Джукелова, Мариан Маринов, Христо Чешмеджиев, Асен Блатечки, Стефания Колева, Иван Бърнев, Ана Пападопулу, Деян Ангелов, Дарин Ангелов, Иван Юруков, Сава Драгунчев, Ралица Паскалева, Симона Халачева, Евелин Костова, Севар Иванов, Павел Иванов, Антон Порязов, Марин Рангелов, Филип Буков, Радина Боршош и други.

### Политическа кариера
Стефан Данаилов е член на БКП от 1975 г. Секретар е на първичната партийна организация в Народния театър, както и член на Ленинския районен комитет на БКП.
Делегат е на 44-тия (2000), 45-ия (април 2005) и 46-ия (декември 2005) конгрес на БСП.
В периода 2005 – 2009 г. при управлението на коалиционно правителство на БСП, ДПС и НДСВ е министър на културата.
На 13 септември 2011 г. е кандидат за вицепрезидент с кандидат за президент Ивайло Калфин от БСП.

### Личен живот
От 1964 до 2014 г. е женен за Мария Димитрова Данаилова (1937, Горна Оряховица – 22.04.2014, София).
Има син от актрисата Ирен Кривошиева – Владимир Данаилов (р. 27 юли 1986 г.). Има доведен син от брака си с Мария Данаилова – филмовият и телевизионен продуцент Росен Цанков.
През ноември 2018 г. Данаилов разкрива, че е диагностициран с болестта на Паркинсон.

### Смърт
На 10 октомври 2019 г. е приет във Военномедицинска академия поради насъбрала се вода в белите му дробове. Седмица по-късно Данаилов е поставен в изкуствена кома. Той се събужда от комата на 17 октомври.
Стефан Данаилов умира в болницата на 76 години от полиорганна недостатъчност в 00:15 часа на 27 ноември 2019 г. Оставя след себе си сина си Владимир, племенницата си Росица, доведения си син Росен и праплеменниците и доведените си внучета.
Подобно на своя преподавател Стефан Сърчаджиев и Данаилов умира малко преди последният му випуск да завърши НАТФИЗ.

## Награди и отличия
- Заслужил артист (1975).
- Народен артист (1983).
- Специалната награда на журито за филма „На всеки километър“ на ФБФ (Варна, 1969)
- Голямата награда за мъжка роля от журито за ролята на Светослав Тертер във филма „Князът“ на ФБФ (Варна, 1970).
- Голямата награда за мъжка роля от журито за ролята на Пантер във филма „Черните ангели“ на ФБФ (Варна, 1970).
- Награда „Квиети“ – (Прага, Чехословакия 1970)
- Лауреат на Димитровска награда с колектив (1971) – за участието си във филма „На всеки километър“.[5]
- Първа награда „Златен Лачено“ на МКФ (Авелино, Италия 1971)
- Голямата награда на МКФ (Карлови Вари, Чехословакия 1970).
- Най-популярен актьор в Чехословакия (1977).
- Втора награда за мъжка роля за ролята на Стайлз в пиесата „Сизве Банзи е мъртъв“ на I национален преглед на камерните театри (1977).
- Голямата награда „Златната роза“ за филма Борис I на ФБФ (Варна, 1984).
- Награда на зрителите и на Министерството на народната просвета за филма Борис I на ФБФ (Варна, 1984).
- Носител е на Аскеер за поддържаща мъжка роля в „Лоренцачо“ (1992).
- Орден „Стара Планина“ за принос в българската култура (2002).
- Наградата „Паисий Хилендарски“ на Министерството на културата за изключителен принос в българската култура (2002).
- Награда „Икар 2005“ на Съюза на артистите в България – за цялостен принос в сценичните изкуства (27.03.2005 г.)
- Годишна награда на Асоциация „Академика 21“ за 2007 г. – за изключителен принос за развитието и утвърждаването на българското киноизкуство като актьор и педагог (06.03.2008 г.)
- Голямата награда „Золотая муза“ – за приноса му в развитието на културните отношения между България и Русия (08.03.2008 г.)
- Награда на Българската филмова академия за цялостно творчество (2014)
- „Аскеер“ – за цялостен принос към театралното изкуство (2015)
- Орден „Златен век“ с огърлие от Министерството на културата – за цялостен принос в областта на културата (09.12.2017)

## Театрални роли
Народен театър „Иван Вазов“, гр. София
- „Майор Барбара“ (сезони 1979/1980; 1980/1981; 1981/1982; 1982/1983; 1983/1984; 1984/1985) – Адолфус Казънс
- „Помагай ни любов“ (1979/1980; 1980/1981; 1981/1982)
- „Оптимистична трагедия“ (1980/1981; 1981/1982)
- „Иван Кондарев“ (1980/1981; 1981/1982; 1982/1983; 1983/1984) – Иван Кондарев
- „Под игото“ (1981/1982; 1982/1983; 1983/1984; 1984/1985) – Бойчо Огнянов
- „Зидари“ (1981/1982; 1982/1983) – Христо
- „Пожарът“ (1981/1982; 1982/1983) – Петер Траубе
- „Януари“ (1981/1982; 1982/1983; 1983/1984; 1984/1985) – Гаврил
- „Всяка есенна вечер“ (1982/1983; 1983/1984) – Андрей
- „Нощем с белите коне“ (1983/1984; 1984/1985; 1985/1986; 1986/1987; 1987/1988) – Сашо
- „От ума си тегли“ (1984/1985; 1985/1986; 1986/1987; 1987/1988) – Чацки
- „Дон Жуан или Каменният гост“ (1985/1986; 1986/1987; 1987/1988; 1988/1989; 1989/1990) – дон Жуан
- „Хамлет, принц на Дания“ (1986/1987; 1987/1988; 1988/1989) – Хамлет
- „Пер Гинт“ (1987/1988; 1988/1989) – Пер Гинт (зрелият)
- „Тайната вечеря на Дякона Левски“ (1988/1989; 1989/1990) – Димитър Общи
- „Животът на Галилей“ (1988/1989) – Берберини
- „Бесове“ (1989/1990; 1990/1991) – Николай Ставрогин
- „Сеанс“ (1989/1990; 1990/1991) – академик Ламбов
- „Малките големи игри (Un petit grandguignol или Нещо между огнен фарс и военни маневри)“ – II част: „Ул. „Дълга“ №13, Доктор Блаха“ (1990/1991) – цивилно лице
- „Largo desolato (Безкрайно отчаяние)“ (1990/1991) – Олбрам
- „Лоренцачо“ (1991/1992; 1992/1993; 1993/1994; 1994/1995) – княз Алесандро Медичи
- „Цената“ (1992/1993; 1993/1994; 1994/1995; 1995/1996; 1996/1997; 1997/1998; 1998/1999) – Виктор Франц
- „Венецианският търговец“ (1991/1992; 1992/1993; 1993/1994) – Шейлок
- „Спомен за една революция“ (1993/1994; 1994/1995) – Дантон
- „Дон Кихот“ (1993/1994; 1994/1995; 1995/1996; 1996/1997; 1997/1998; 1998/1999; 1999/2000; 2000/2001; 2001/2002) – старият Дон Кихот, а също и ханджия
- „В полите на Витоша“ (1994/1995; 1995/1996; 1996/1997; 1997/1998) – Стефан В. Драгоданоглу
- „Чайка“ (1995/1996; 1996/1997) – Борис Алексеевич Тригорин
- „Чичовци“ (1995/1996; 1996/1997; 1997/1998; 1998/1999) – Мирончо
- „Човекът, който прави дъжд“ (1996/1997; 1997/1998; 1998/1999; 1999/2000; 2000/2001; 2001/2002; 2002/2003; 2003/2004) – Хари Къри
- „Пигмалион“ (1997/1998; 1998/1999; 1999/2000; 2000/2001; 2001/2002; 2003/2004; 2004/2005; 2005/2006; 2006/2007; 2007/2008; 2008/2009; 2009/2010; 2010/2011; 2011/2012; 2012/2013; 2013/2014; 2015/2016) – Дулитъл
- „Енигматични вариации“ (1998/1999; 1999/2000; 2000/2001; 2001/2002; 2002/2003; 2003/2004) – Абел Знорко
- „Декамерон или Кръв и страст по Бокачо“ (2000/2001; 2001/2002; 2002/2003; 2003/2004) – бащата
- „Жените на Джейк“ (сезони 2002/2003; 2003/2004) – Джейк
- „Актрисата“ (сезони 2019/2020) – Чарлс

Театър на народната армия, гр. София
- „Делото Дантон“ (1978) (от Станислава Пшибишевска, реж. Анджей Вайда) – Камий Демулен
- „Щастливецът иде“ (1978) (от Руси Божанов, реж. Асен Шопов) – Алеко Константинов
- „Сизве Банзи е мъртъв“ (1977) (от А.Фюгард, реж. Крикор Азарян) – Стайлз
- „Коварство и любов“ (1976) (от Фридрих Шилер, реж. Асен Шопов) – Фердинанд
- „Напразни усилия на любовта“ (1975) (от Уилям Шекспир, реж. Леон Даниел) – Бирон
- „Албена“ (1975) (от Йордан Йовков, реж. Крикор Азарян) – Сенебирски
- „Вишнева градина“ (1974) (от Антон Чехов, реж. Крикор Азарян) – Яша
- „Дачници“ (от Максим Горки) – Замислов
- „Време разделно“ (1973) (от Антон Дончев по едноименния му роман, реж. Асен Шопов) – венецианецът (дебют на сцената на Театъра на армията)

Театър 199, гр. София
- „Дългият път на деня към нощта“ от Юджин О'Нийл, реж. Стефка Прохаскова (1970 г.)
- „Признаци“ от Хенрик Ибсен, реж. Светлана Пейчева (1978 г.)
- „Чин-чин“ от Франсоа Бийеду, реж. Николина Томанова (1990 г.)
- „Смъртта и момичето“ от Ариел Дорфман, реж. Христо Христов (1993 г.)

Сатиричен театър „Алеко Константинов“, гр. София
- „Ревизор“ (1999) (от Николай Гогол, реж. Лилия Абаджиева) – Иван Кузмич Шпекин
- „Годежът“ (2000) (от Морис Метерлинк, реж. Мариус Куркински) – Великият прародител

## Телевизионен театър
- „Зелен таралеж“ (1996) (Йордан Радичков), мюзикъл
- „Далила“ (1995) (от Владимир Мусаков, реж. Вили Цанков)
- „Представянето на комедията „Г-н Мортагон“ от Иван Вазов и Константин Величков в пловдивския театър „Люксембург“ в 1883 г.“ (1988) (Пелин Пелинов), 2 части
- „Под игото“ (1989) (Иван Вазов)
- „Прокурорът“ (1987) (Георги Джагаров)
- „Право на избор“ (1986) (Николай Никифоров), 2 части
- „Океан“ (1985) (Александър Щейн)
- „Историята на един кон (Холстомер)“ (1985) (от Лев Толстой, реж. Вили Цанков)
- „Егмонт“ (1984) (от Гьоте, реж. Асен Траянов)
- „Сказание за хан Аспарух, княз Слав и жреца Терес“ (1982) (Антон Дончев), 6 части
- „Опасният завой“ (1981) (от Джон Пристли, реж. Георги Аврамов)
- „Сурово време“ (1981) (Стефан Дичев), 2 части – Борил
- „Скакалци“ (1979) (Ст. Л. Костов)
- „Милионерът“ (по Йордан Йовков, реж. Младен Младенов)
- „Варшавска мелодия“ (1978) (Леонид Зорин) – Виктор
- „Страстната неделя“ (1978) (от Павел Павлов, реж. Павел Павлов) – Йорданчо Кисьовски
- „Харолд и Мод“ (1978) (от Колин Хигинс, реж. Хачо Бояджиев) – Харолд
- „Почти семейна история“ (Дончо Цончев)
- „Оптимистична трагедия“ (1977) (Всеволод Вишневски)
- „Стъклената менажерия“ (1977) (Тенеси Уилямс)
- „Д-р“ (1977) (Бранислав Нушич)
- „Разпятието“ (1977) (Рангел Игнатов)
- „Зех тъ, Радке, зех тъ!“ (1976) (от Сава Доброплодни, реж. Хачо Бояджиев), мюзикъл – Славчо
- „Вражалец“ (1976) (от Ст. Л. Костов, реж. Хачо Бояджиев), 2 части, мюзикъл, (втора реализация) – циганинът вражалец Манчо
- „Жена премина кръстопътя“ (1974) (от Антон Антонов-Тонич)
- „Телерезада“ (1974) (сц. Хачо Бояджиев и Дечо Таралежков, реж. Хачо Бояджиев), мюзикъл
- „Севилският бръснар“ (1973) (по Пиер дьо Бомарше, реж. Павел Павлов), мюзикъл – граф Алмавива
- „Училище за сплетни“ (1972) (по едноименната пиеса на Ричард Шеридан, реж. Павел Павлов)
- „Светът е малък“ (1968) (сц. Иван Радоев, реж. Вили Цанков и Петър Янков)
- „Един човек се завръща от миналото“ (1964) (сц. Богомил Райнов, реж. Методи Андонов)

## Филмография
| Година      | Филми и Сериали | Серии | Копродукции                             | Роля                                                                  |
| ----------- | --- | ----- | --------------------------------------- | --------------------------------------------------------------------- |
| 2019        | Завръщане |       |                                         | дядото на Алекс и Бранимир                                            |
| 2016        | Правила (късометражен) |       |                                         | Михаил                                                                |
| 2013 – 2014 | Фамилията (тв сериал) | 39    |                                         | Борис Арнаудов (в 34 серии)                                           |
| 2012        | Инкогнита |       | България/Русия                          | директор на фондация                                                  |
| 2011        | Столичани в повече (тв сериал)                                                                                                |       |                                         | Патриархът на Българската православна църква                          |
| 2010 – 2011 | Стъклен дом (тв сериал) | 64    |                                         | Димитър Касабов (в 28 серии)                                          |
| 2010        | Стъклената река |       |                                         | баща на Елен                                                          |
| 2009        | Свети Георги убива змея (Sveti Georgije ubiva azdahu)                                                                         |       | Сърбия/Босна и Херцеговина/България     | циганинът Минтя                                                       |
| 2007        | Чифликът на чучулигите (La masseria delle allodole)                                                                           |       | Италия/България/Испания/Франция         | председателят на военния съд                                          |
| 2004        | Ганьо Балкански се завърна от Европа (тв сериал)                                                                              | 4     |                                         | Петракиев (в 2 серии: I и II)                                         |
| 2004        | Биволът (тв) |       |                                         | професор Ангелов                                                      |
| 2003        | Крака за милиони (тв) |       |                                         | министър-председател                                                  |
| 2002        | Прости нам (тв) |       |                                         | чичо Петьо                                                            |
| 2001        | Версенжеторикс (Vercingétorix) Друиди (алтернативно заглавие)                                                                 |       | Франция/Канада/Белгия                   | Комиос, вожд на Бенова                                                |
| 2003 – 2013 | По съвест (тв сериал) (Un caso di coscienza) Подозрения (алтернативно заглавие) Дело по съвест (алтернативно заглавие)        | 30    | Италия/България                         | детектив Вирджилио (в 24 серии)                                       |
| 2001        | Сънища (тв) |       |                                         | Ранков                                                                |
| 2000        | Хайка за вълци (тв сериал) | 6     |                                         | земевладелецът Михаил Деветаков – Мишел, опекун на Николин            |
| 2000        | Алеф (тв) (Aleph) |       | Италия                                  | Алеф                                                                  |
| 2000        | Краят на ХХ век |       |                                         | царят                                                                 |
| 1999        | Смъртта на едно порядъчно момиче (тв) („Morte di una ragazza perbene “)                                                       |       | Италия/България                         | Адзарити/бай Речко                                                    |
| 1999        | Краят на века (тв сериал) (Fine secolo)                                                                                       | 6     | Италия                                  | Мило (в 5 серии)                                                      |
| 1999        | Вълците (тв) |       |                                         | Черния                                                                |
| 1998        | След края на света |       | България/Германия/Гърция                | професор Алберт Коен (Берто)                                          |
| 1998        | Дълбоко в сърцето (тв) (In fondo al cuore)                                                                                    | 2 ч.  | Италия                                  | Стефан/ontori                                                         |
| 1998        | Испанска муха (тв) |       |                                         | Уйчо                                                                  |
| 1997        | Рекет (тв сериал) (Il Racket) Гражданинът въстава (алтернативно заглавие)                                                     | 6     | Италия                                  | Винченцо Грумо                                                        |
| 1996        | Дон Кихот се завръща (Дон Кихот возвращается)                                                                                 | 2 ч.  | Русия/България                          | херцогът                                                              |
| 1995        | Когато гръм удари (тв) |       |                                         | Сава                                                                  |
| 1995        | Октопод 7: Разследването на смъртта на комисар Катани (тв сериал) (La piovra 7: Indagine sulla morte del commissario Cattani) | 6     | Италия/Франция/Германия/Испания/Австрия | Дон Нуцо (Надзарено) Марчано                                          |
| 1994        | Престъпление от страст (Delitto passionale)                                                                                   |       | Италия                                  | журналистът Стефан Янчев                                              |
| 1994        | Убиецът е с жълти обувки |       |                                         | режисьорът                                                            |
| 1994        | Записки по българските мафии (тв)                                                                                             |       |                                         | Кръстника                                                             |
| 1993        | Психопати |       |                                         |                                                                       |
| 1992        | Криза в Кремъл (Crisis in the Kremlin)                                                                                        |       | САЩ                                     | Амбразис                                                              |
| 1991        | Червената мишена (Red purpose)                                                                                                |       | САЩ/България                            |                                                                       |
| 1991        | Берлинската конспирация (The Berlin Conspiracy)                                                                               |       | САЩ                                     | Емил Мутчър (Emil Mutcher)                                            |
| 1991        | Искам Америка |       |                                         | режисьорът Паскалев                                                   |
| 1990        | Карнавалът |       |                                         | журналистът Константин Константинов                                   |
| 1990        | Под игото (тв сериал) | 9     | България/Унгария                        | турският шпионин Заманов                                              |
| 1990        | Немирната птица любов |       |                                         | Стефан Данаилов                                                       |
| 1990        | Бащи и синове (тв сериал) | 5     |                                         | архитект Иван Цолов                                                   |
| 1989        | Живей опасно (тв) |       |                                         | Петър, инженер-архитект, баща на Валери                               |
| 1989        | Под дъгата (тв) |       |                                         | актьорът Иван Пеев                                                    |
| 1989        | Капан (Западня) |       | СССР                                    |                                                                       |
| ?           | Може би утре, може би никога                                                                                                  | 2     |                                         | Бред Къстър                                                           |
| 1988        | Черните рамки (тв сериал) | 3     |                                         | Кирил Борисов                                                         |
| 1988        | Черните рамки (тв сериал) | 5     |                                         | Кирил Борисов, съпруг на Олга Райнова, генерален директор във фирма   |
| 1988        | Неизчезващите (тв сериал) | 5     |                                         | архитект Иван Цолов                                                   |
| 1988        | Защитете дребните животни (тв)                                                                                                |       |                                         | дядо Райно                                                            |
| 1987        | Време за път (тв сериал) | 5     |                                         | архитект Иван Цолов                                                   |
| 1987        | Дом за нашите деца (тв сериал)                                                                                                | 5     |                                         | архитект Иван Цолов                                                   |
| 1987        | Не се мотай в краката ми (тв)                                                                                                 |       |                                         | Станко Стоименов, тв журналист и баща на Чочко и Надето               |
| 1987        | Левакът |       |                                         | капитан Христо Пашов                                                  |
| 1987        | Небе за всички |       |                                         | Великов – Слънцето                                                    |
| 1987        | Мечтатели |       |                                         | Стоименов, началникът на полицията                                    |
| 1986        | Поема |       |                                         | Антон Чолаков                                                         |
| 1986        | Три Марии и Иван |       |                                         | Иван                                                                  |
| 1986        | Ешелоните |       |                                         | митрополит Кирил                                                      |
| 1985        | Мъгливи брегове (Берега в тумане...)                                                                                          |       | СССР/България                           | капитан Сократ Стойчев                                                |
| 1985        | Маневри на V етаж |       |                                         | Дантон Тахов – Тахана                                                 |
| 1985        | Борис I | 2     |                                         | Борис I                                                               |
| 1985        | Тази кръв трябваше да се пролее                                                                                               |       |                                         | Ювиги хан                                                             |
| 1984        | Битката за Бяла Сълзлийка (тв сериал)                                                                                         | 3     |                                         | Костадинов                                                            |
| 1984        | Последният езичник |       |                                         | Борис I                                                               |
| 1984        | Наследницата (тв) |       |                                         | инженер Илия Узунов                                                   |
| 1983        | Голямата игра (тв сериал) (Большая игра)                                                                                      | 6     | СССР/България                           | Георги Йорданов, български журналист                                  |
| 1983        | Рудолфио (тв) |       |                                         | Рудолф Денчев – Рудолфио                                              |
| 1983        | Арис (тв) |       |                                         | Василев, директорът на института                                      |
| 1983        | Завръщане |       |                                         | Васил                                                                 |
| 1983        | Една одисея из Делиормана (тв)                                                                                                |       |                                         | капитан Иванов, офицер русофил/Никола Папазов                         |
| 1983        | Равновесие |       |                                         | актьорът                                                              |
| 1982        | 24 часа дъжд |       |                                         | капитан Васил Алтънов                                                 |
| 1982        | Есенно слънце (тв) |       |                                         | адвокатът Кирил Денев                                                 |
| 1981        | Кристали (тв) |       |                                         | Веселин Чолаков, директор на химическия институт и състудент на Кирил |
| 1981        | Търновската царица |       |                                         | д-р Старирадев                                                        |
| 1980        | Дами канят |       |                                         | Яким Вълев Донев                                                      |
| 1979        | Кръвта остава |       |                                         | Васил Христов Граматиков - „Васил войвода“                            |
| 1979        | Гонитба (тв) |       |                                         | журналистът                                                           |
| 1979        | От нищо нещо |       |                                         | Панчо                                                                 |
| 1979        | Мигове в кибритена кутийка |       |                                         | квартирантът                                                          |
| 1978        | Войната на таралежите (тв сериал)                                                                                             | 5     |                                         | баскетболистът Никола Бабинов                                         |
| 1978        | Топло |       |                                         | Манол Салабашев – Лебеда                                              |
| 1978        | Насрещно движение (тв) |       |                                         | Чавдар Бонев, инженер-конструктор                                     |
| 1977        | Умирай само в краен случай (тв сериал)                                                                                        | 2     |                                         | Джо Райт                                                              |
| 1977        | Юлия Вревска (Юлия Вревская)                                                                                                  | 2     | България/СССР                           | Николай Карабелов                                                     |
| 1977        | Година от понеделници |       |                                         | инженер Халачев                                                       |
| 1977        | Петимата от РМС (тв сериал)                                                                                                   | 5     |                                         | Александър Димитров – „Сашо“ (в 5 серии: от I до V вкл.)              |
| 1976        | Допълнение към Закона за защита на държавата                                                                                  |       |                                         | капитанът провокатор                                                  |
| 1976        | Вината |       |                                         | Живко Топалов                                                         |
| 1976        | Самодивско хоро |       |                                         | водещ на „3 от 8“                                                     |
| 1976        | Почти семейна история (тв) |       |                                         | Виктор                                                                |
| 1975        | Войникът от обоза (Братушка)                                                                                                  |       | СССР/България                           | Живко Георгиев                                                        |
| 1975        | Този истински мъж |       |                                         | Сашо                                                                  |
| 1975        | Сватбите на Йоан Асен | 2     |                                         | бургундеца                                                            |
| 1975        | Началото на деня |       |                                         | Андрей Стойчев                                                        |
| 1974        | На живот и смърт (тв сериал)                                                                                                  | 3     |                                         | д-р Милев                                                             |
| 1974        | Зарево над Драва | 2     |                                         | поручик Божев                                                         |
| 1974        | Къщи без огради |       |                                         | Киро - „Керкенеза“                                                    |
| 1974        | Иван Кондарев | 2     |                                         | Костадин Джупунов                                                     |
| 1973        | Нона |       |                                         | подпоручик Галчев, пограничния офицер                                 |
| 1972        | Обич |       |                                         | Николай                                                               |
| 1971        | На всеки километър (втора поредица) (тв сериал)                                                                               | 13    |                                         | майор Никола Деянов/доцент инженер Иван Андреев Милев/Алън Стенли     |
| 1971        | Няма нищо по-хубаво от лошото време                                                                                           |       |                                         | Любо                                                                  |
| 1970        | Черните ангели | 2     |                                         | Георги Михаилов Аргиров – Пантер                                      |
| 1970        | Князът |       |                                         | княз Светослав Тертер                                                 |
| 1969        | На всеки километър (първа поредица) (тв сериал)                                                                               | 13    |                                         | Никола Деянов – Сергей/Серж Омон                                      |
| 1968        | Първият куриер (Первый курьер)                                                                                                |       | СССР/България                           | Иван Загубански                                                       |
| 1967        | С дъх на бадеми |       |                                         | Мишо Белокожов                                                        |
| 1967        | Морето |       |                                         | Тони                                                                  |
| 1967        | Мълчаливите пътеки |       |                                         | един от младежите                                                     |
| 1966        | Понеделник сутрин |       |                                         | Кръстьо (премиера: 1988)                                              |
| 1963        | Инспекторът и нощта |       |                                         | Тома                                                                  |
| 1956        | Следите остават |       |                                         | Веселин (Веско)                                                       |

## Роли в озвучаването
- „Трета след слънцето“ – Баян (Иван Миколайчук), 1972
- „Октопод“ (първи дублаж на БНТ) – Нуцо Маричано, средата на 90-те години
- „Играта на играчките 3“ – Лоцо (Нед Бийти), 2010

## Дискография
| Година | Албум                                  | Вид | Издател   | Каталожен номер |
| ------ | -------------------------------------- | --- | --------- | --------------- |
| 1974   | „Богдана Карадочева и Стефан Данаилов“ | SP  | Балкантон | ВТК 3064        |
| 1983   | „Любомир Левчев. След любов“           | LP  | Балкантон | ВАА 11029       |
| 1983   | „Пейо Яворов. Автопортрет“             | LP  | Балкантон | ВАА 11064       |

### Сингли
- 1978 – „Моето мъжко момиче“ (с Маргарита Хранова)
- 1978 – „Дует певец и футболист“ (с Емил Димитров)
- 1979 – „Ах, тези жени“
- 1983 – „Без сълзи“
- 1983 – „Commеnt ca va“ (Аз съм от Твърдица) (с Вероник Жано)
- 1999 – „Бъди до мен“ (с Маргарита Хранова)
- „Декември“